# Тетрасилан
Тетрасилан — бинарное неорганическое соединение
кремния и водорода с формулой Si4H10.

## Получение
- Пиролиз как высших силанов, так и дисилана при нагревании при пониженном давлении с последующей фракционной перегонкой.

## Физические свойства
Тетрасилан — бесцветная жидкость, которая самовоспламеняется на воздухе, реагирует с водой.
Растворяется в этаноле и сероуглероде.
Имеет изомер изотетрасилан (2-силилтрисилан).